# 双洋镇
双洋镇，是中华人民共和国福建省龙岩市漳平市下辖的一个乡镇级行政单位，也是以前被裁撤的寧洋縣的老縣城 。

## 行政区划
双洋镇下辖以下地区：
城厢社区、城内村、城外村、西洋村、东洋村、员当村、徐溪村、坑源村、温坑村、百种畬村、溪口村、大窑村和中村。

## 交通
南龙铁路：双洋站。

## 中国传统村落
- 2012年12月，东洋村被评为首批“中国传统村落”。
- 2013年8月，城内村被评为第二批中国传统村落。